# Mercosur
Mercosur o Mercosul (castellà: Mercado Común del Sur, portuguès: Mercado Comum do Sul, guaraní: Ñemby Ñemuha), Mercat Comú del Sud, és un bloc comercial integrat pel Brasil, l'Argentina, l'Uruguai i Paraguai, el qual va ser fundat el 26 de març, 1991.
| « | La lliure circulació de béns, serveis i factors productius entre els països, l'establiment d'un aranzel extern comú i l'adopció d'una política comercial comuna, la coordinació de polítiques macroeconòmiques i sectorials entre els Estats part i l'harmonització de les legislacions per aconseguir l'enfortiment del procés d'integració. | » |

En la pràctica, a 2024 aquests objectius s'han aconseguit només parcialment. En efecte, la liberalització del comerç dins del bloc encara no s'ha aconseguit plenament. Per exemple, si bé existeix un aranzel extern comú, el mateix té nombroses excepcions: cada Estat pot confeccionar una llista d'aquells productes als quals l'aranzel extern comú no s'aplica. Aquesta llista pot ser més extensa en el cas de l'Uruguai i Paraguai (doncs així s'ha convingut, per ser aquests dos dels països amb les economies més petites dins del bloc), i tots poden actualitzar-la semestralment. Tampoc existeix una concreta coordinació de les polítiques comercials entre els Estats membres.
A més dels estats membres plens (també anomenats "estats part"), els següents països són membres associats del Mercosur: Xile, el Perú, Colòmbia, Bolívia i l'Equador. El 4 de juliol de 2006 es va subscriure un Protocol d'Adhesió mitjançant el qual Veneçuela es va constituir com Estat Part. No obstant això, aquest instrument d'adhesió no va entrar en vigor a causa que fins a la data no havia estat ratificat per tots els parlaments dels signants, per la qual cosa la seva vinculació legal al bloc seguia sent com a Estat Associat. El senat del Brasil va aprovar aquest ingrés al desembre de 2009, faltant solament l'aprovació del parlament del Paraguai. Sectors opositors al govern paraguaià al·legaven falta de democràcia a Veneçuela com a impediment perquè el congrés aprovés la seva incorporació.
El juny de 2012, després del «judici polític exprés» de Fernando Lugo, la Cimera del Mercosur va suspendre temporalment el Paraguai com a membre de l'organització i admetre l'ingrés de Veneçuela al bloc a partir del 31 de juliol del 2012, però en va resultar suspesa el 2016.
Bolívia, Xile, Colòmbia, l'Equador i el Perú tenen estatus d'Estat Associat. Tots aquests, a excepció de Xile, integren la Comunitat Andina de Nacions.

## Estructura del Mercosur

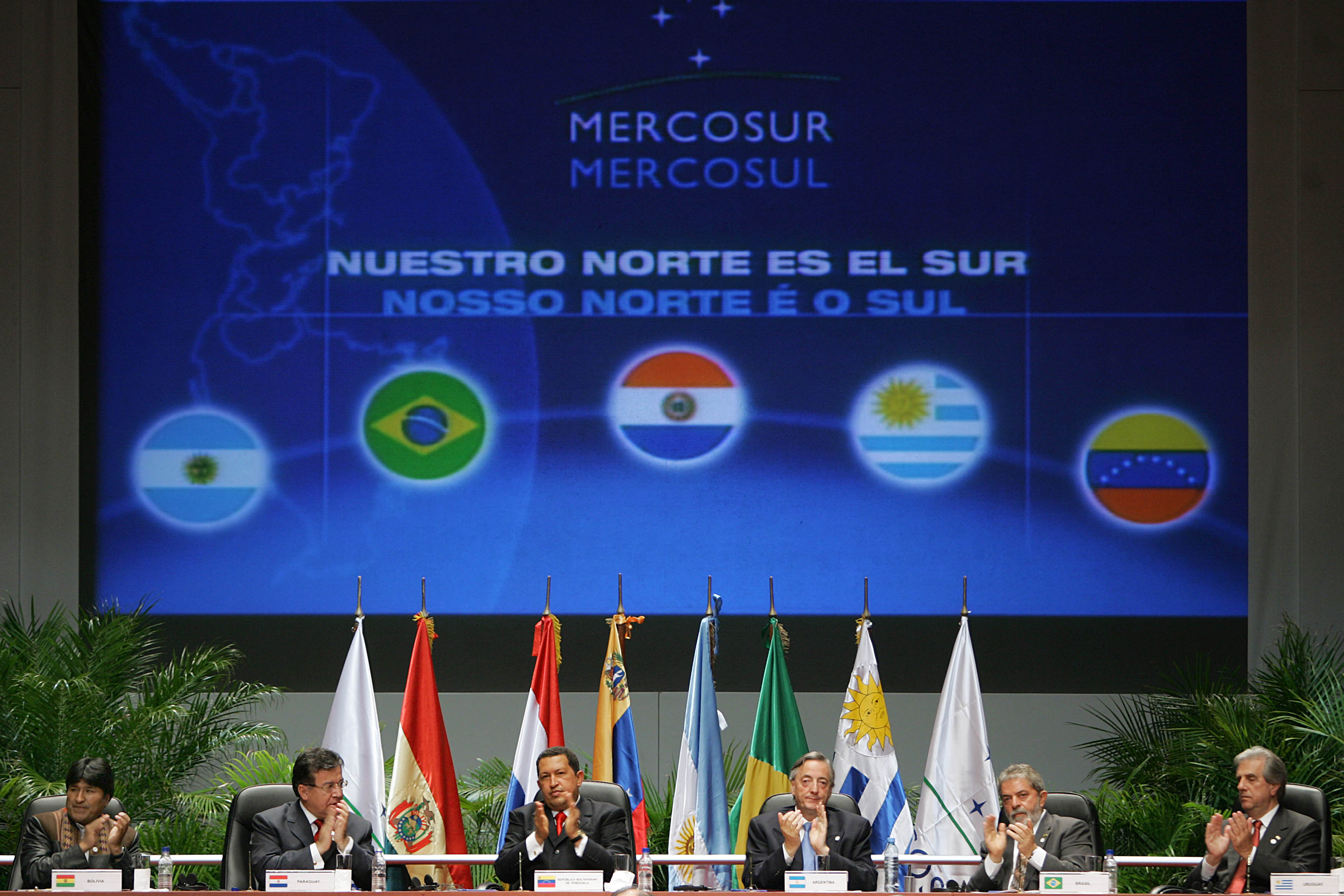
Mercosur

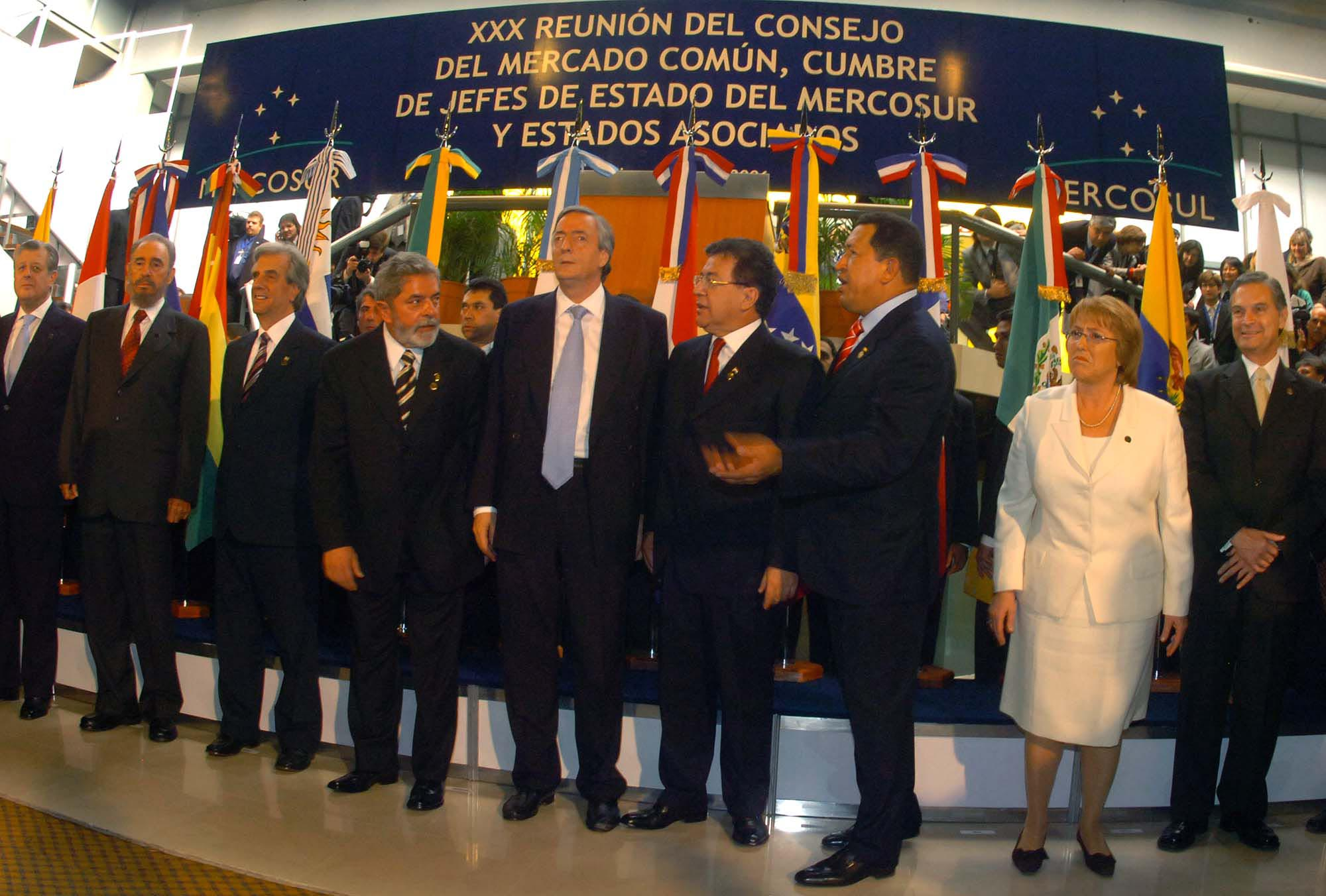
Mercosur

El 1995 els països membres van crear una estructura d'organització formada per;
1. El Consell del Mercat Comú (CMC);
2. El Grup Mercat Comú (GMC);
3. La Comissió de Comerç del Mercosur (CCM);
4. La Comissió Parlamentària Conjunta (CPC);
5. El Fòrum Consultiu Econòmic-Social (FCES);
6. La Secretaria Administrativa del Mercosur (SAM) amb seu a Montevideo, l'Uruguai.

El propòsit del Mercosur és convertir-se en una unió duanera que evolucioni cap a un mercat comú. Encara que en alguns documents oficials el Mercosur es presenta com a unió duanera completa, el Mercosur encara no realitza totes les seves negociacions comercials en bloc; el Mecosur va concloure el 2024 les negociacions amb la Unió Europea en signar un Tractat de Lliure Comerç en bloc; però alhora, l'Uruguai ja ha signat un Tractat de Lliure Comerç amb Mèxic des del 2004 de manera individual i ha manifestat les seves intencions de signar-ne un amb els Estats Units, la qual cosa no seria possible en una completa integració d'una unió duanera.

## Estats o Membres Associats
Un país es converteix en estat associat per mitjà d'acords bilaterals. En aquests acords s'estableix un pla per a la creació d'una zona de lliure comerç amb els països membres plens del Mercosur i la gradual reducció de les tarifes aranzelàries entre el Mercosur i els països signants. A més poden participar en qualitat de convidats a les reunions dels organismes del Mercosur i efectuar convenis sobre matèries importants. Però, els estats associats no formen part de la integració política del Mercosur. Els estats membres associats (i la data d'associació) són:

### Estats part: (ple)
- Argentina (26 de març de 1991)
- Brasil (26 de març de 1991)
- Paraguai (26 de març de 1991), tot i que n'està temporalment suspès entre el 29 de juny de 2012[8] i el 15 d'agost de 2013[9]
- Uruguai (26 de març de 1991)

#### Estat part en procés d'integració plena
- Bolívia (6 de desembre de 2012)[10]

#### Estat part suspès
- Veneçuela (2012-2016)[5]

### Estat associat[10]
- Colòmbia (2004)
- Equador (2004)
- Guyana (11 de juliol de 2013)
- Perú (2003)
- Surinam (11 de juliol de 2013)
- Xile (25 de juny de 1996)
- Panamà (1 de desembre de 2024)[11]

### Estat observadors
Tot i que el Mercosur no contempla la figura d'«Estat observador», ha aparegut el terme a voltes en Declaracions Presidencials i premsa en relació amb alguns països, com Xile o Bolívia al seu moment, o més recentment Mèxic i Nova Zelanda, tot i que en aquest segon cas ni tan sols té tractat de lliure comerç amb el Mercosur.

## Estructura Econòmica del Mercosur
Amb informació del CIA World Factbook de l'any 2004, en dòlars nord-americans. Els estimats del PIB del Banc Mundial són diferents.